# A Christmas Melody
A Christmas Melody è un film per la televisione del 2015 diretto e interpretato da Mariah Carey.

## Trama
La giovane madre Kristin Randall, vedova Parson, torna nella sua città natale di Silver Falls in Ohio con la figlia Emily dopo il fallimento della sua attività di moda a Los Angeles. L'avvenimento è stato difficile per entrambe, soprattutto perché il trasloco mette Kristin faccia a faccia con Melissa Mckean Atkinson, la sua ex rivale del liceo e attuale presidente della locale Associazione Genitori-Insegnanti (PTA). Tuttavia, le cose cambiano quando Emily trova un mentore nel suo insegnante di musica Danny Collier, ex compagno di classe di Kristin che era segretamente attratto da lei.